# مروان البواب
مروان البواب (ولد 1365 هـ/ 1946  م) باحث سوري، لغوي ومعجمي ومبرمج ورياضي. خبير بالمعالجة الحاسوبية للغة العربية، ومهتم بتعريب المصطلحات العلمية. وهو نائب رئيس مجمع اللغة العربية بدمشق، وضابط متقاعد برتبة عميد في الجيش العربي السوري.

رئيس المجمع السابق مروان المحاسني يقلد مروان البواب وسام عضوية المجمع

## ولادته وتحصيله
وُلد مروان بن أحمد البوَّاب في حيِّ باب السلام، أحد أحياء دمشقَ القديمة العريقة، يوم الخميس 11 رمضان 1365هـ الموافق 8 أغسطس (آب) سنة 1946م.
حصل على شهادة الدراسة الثانوية سنة 1964م، وانتسب إلى كلية العلوم في جامعة دمشق، ونال الإجازة (البكالوريوس) في الرياضيات سنة 1968م. ثم التحق بكلية التربية في جامعة دمشق، وحصل على شهادة الدبلوم العامة في التربية سنة 1969م.

## وظائفه وأعماله
درَّس مادة الرياضيات في ثانويات دمشق وريفها من عام 1968 إلى 1970م. وفي تاريخ 1 أكتوبر (تشرين الأول) 1970م تطوَّع في الجيش العربي السوري ضابطًا جامعيًّا برتبة ملازم أول، وترقَّى في الرتب العسكرية إلى أن أُحيل على التقاعد برتبة عميد في 1 يوليو (تموز) 2004م.
عمل في القيادة العامة للجيش والقوات المسلحة من 1970 إلى 1981م، وألقى خلالها محاضرات في الأكاديمية العسكرية العليا، وفي عام 1973م شارك في حرب تشرين التحريرية. وفي عام 1981م انتقل عمله إلى مركز الدراسات والبحوث العلمية بدمشق، وتولى فيه رئاسة وَحدة الصوتيات من 1986 إلى 1993م. ثم صار رئيسًا لمجموعة اللغة العربية في المعهد العالي للعلوم التطبيقية والتكنولوجيا بدمشق من 1993 إلى 2004م.
درَّس مادة اللغة العبرية في قسم التخصُّص الجامعي بمعهد الفتح الإسلامي (فرع جامعة الأزهر) الذي صار جامعة بلاد الشام، في عام 1998م، ومن 2003 إلى 2005م.

## في مجمع اللغة العربية بدمشق
انتُخب مروان البواب عضوًا مراسلًا في مجمع اللغة العربية بدمشق سنة 2002م، ثم انتُخب عضوًا عاملًا في المجمع في 17 سبتمبر (أيلول) 2008م خلفًا للدكتور محمد عبد الرزَّاق قدورة، وصدر مرسوم تعيينه في 30 أكتوبر (تشرين الأول) 2008م، وأقيمت حفلة استقباله في 11 فبراير (شُباط) 2009م.
وانتُخب عضوًا في (مكتب المجمع) بتاريخ 27 يناير (كانون الثاني) 2013م، وجُدِّد انتخابه بتاريخ 11 يناير (كانون الثاني) 2017م. وعُين مديرًا لموقع مجمع اللغة العربية بدمشق على الشابكة (الإنترنت) بتاريخ 2 مارس (آذار) 2014م.
وهو عضو في عدد من لجان المجمع منها: (لجنة مصطلحات الرياضيات)، و(لجنة مصطلحات المعلوماتية)، و(لجنة مصطلحات الفيزياء)، و(لجنة موقع المجمع على الشابكة)، و(لجنة المعجمات اللغوية)، و(لجنة أعمال أعضاء المجمع)، و(لجنة تنسيق المصطلحات)، و(لجنة مصطلحات إدارة الجودة وعلم القياس)، و(لجنة المعجم التاريخي للغة العربية).
يشغل منصب نائب رئيس مجمع اللغة العربية بدمشق ‏منذ 2022.

## كتبه وآثاره

### في التأليف
كتب
1. إحصاء الأفعال العربية في المعجم الحاسوبي، بمشاركة محمد مراياتي، ويحيى مير علم، ومحمد حسان الطيان، مكتبة لبنان، بيروت 1996م.[6]
2. قواعد الإملاء والعدد وعلامات الترقيم، بمشاركة محمد حسان الطيان، ملحق بالطبعة السادسة للقاموس المحيط، مؤسسة الرسالة 1998م، وملحق بمختار الصَّحاح، مؤسسة الرسالة 2001م.
3. الجلَسات العملية لقسم اللغة العربية، بمشاركة محمد حسان الطيان، منشورات جامعة دمشق، 1999م.
4. دليل الأخطاء الشائعة في الكتابة والنطق، بمشاركة إسماعيل مروة، دار الرضا، دمشق ط1/ 2000م، ط2/ 2004م، دار القلم، دمشق ط3/ 2022م.
5. معجم مصطلحات المعلوماتية (بالمشاركة)، الجمعية العلمية السورية للمعلوماتية، 2000م.[7]
6. قواعد العدد والمعدود، بمشاركة محمد حسان الطيان، مجلة الوعي الإسلامي الإصدار (93) عام 2014.[8]
7. قائمة مصطلحات البريد، بمشاركة عمر شابسيغ، وأحمد الحصري، وأنطون مارين، مجمع اللغة العربية بدمشق، 2016م.[9]
8. قائمة مصطلحات المعلوماتية، بمشاركة موفق دعبول، ونزار الحافظ، ونوار العوا، مجمع اللغة العربية بدمشق، 2017م.[10]
9. دليل جموع التكسير، بمشاركة محمد حسان الطيان، وممدوح عثمان، دار الرضا للنشر، دمشق 2003م.
10. دراسة في تقييم الترجمة الآلية: تقييم المترجم الآلي "غوغل" نموذجًا، المركز العربي للتعريب والترجمة والتأليف والنشر، دمشق، 2018م.
11. معجم مصطلحات الرياضيات، بمشاركة موفق دعبول، وخضر الأحمد، وبشير قابيل، مجمع اللغة العربية بدمشق، 2018م.[11]
12. مسرد معجم مصطلحات الرياضيات إنكليزي عربي، بمشاركة موفق دعبول، وخضر الأحمد، وبشير قابيل، مجمع اللغة العربية بدمشق، 2018م.[12]
13. مسرد معجم مصطلحات الرياضيات عربي إنكليزي، بمشاركة موفق دعبول، وخضر الأحمد، وبشير قابيل، مجمع اللغة العربية بدمشق، 2018م.[13]
14. أعلام مجمع اللغة العربية بدمشق في مئة عام (1919- 2019م)، راجعه محمد مكي الحسني، ومازن المبارك، مجمع اللغة العربية بدمشق، 2019م.[14]
15. مجمع اللغة العربية بدمشق: نشرة تعريفية بتاريخه ونشاطاته وإنجازاته، 2021م.[15]
16. معجم مصطلحات أنظمة إدارة الجودة، بمشاركة مروان المحاسني، وهاني رزق، ولبانة مشوِّح، وأكرم ناصر، والمهندسة سهيلا إلياس، مجمع اللغة العربية بدمشق، بالتعاون مع مركز الدراسات والبحوث العلمية، 2022م.[16]
17. معجم مصطلحات علم القياس، بمشاركة مروان المحاسني، وهاني رزق، ولبانة مشوِّح، وأكرم ناصر، والمهندسة سهيلا إلياس، وسفير عيسى، وسمير الظاهر، مجمع اللغة العربية بدمشق، بالتعاون مع مركز الدراسات والبحوث العلمية، 2022م.[17]

مقالات محكمة
- معجم مصطلحات المعلوماتية، بالمشاركة مع موفق دعبول ونزار الحافظ، نُشرت في أعمال المؤتمر السنوي الثالث لمجمع اللغة العربية بدمشق.[18]
- علم التعمية في التراث العربي، نُشِرت في مجلة المجمع الجزائري للغة العربية سنة 2015م.[19]

### في الترجمة
1. إسحاق نيوتن والثورة العلمية، جيل كريستيانسن، مكتبة العبيكان، الرياض، 2005م.
2. كيف تُعِدُّ خطةَ عملك، مكتبة العبيكان، الرياض، 2007م.
3. مَن سَرَقَ مبيعاتي، تُودْ دَنْكان، مكتبة العبيكان، الرياض، 2008م.
4. لا تأخذ القطعة الأخيرة، جوديث باومان، مكتبة العبيكان، الرياض، 2009م.
5. مصباح علاء الدين: كيف وصلت العلوم الإغريقية إلى أوروبا عبر العالم الإسلامي، جون فريلي، بمشاركة سعيد محمد الأسعد، دار الكتاب العربي، بيروت لبنان، 2010م.
6. الموسوعة الصحية للرجال، ميشال بيزلي، أكاديميا إنترناشيونال، لبنان، 2013م (بالمشاركة).
7. النمذجة الرياضية للمدرسين، أنغ كينغ شينغ، هيئة التميز والإبداع، دمشق، 2020م.

## معرض الصور
أغلفة كتب

إحصاء الأفعال العربية في المعجم الحاسوبي (1996)

نماذج من رسوم تضمَّنت إحصاءات لغوية (بالمشاركة)

توزع الجذور والأفعال الثلاثية والرباعية المجردة والمزيدة في المعجم الحاسوبي.
إحصاءات الأفعال الثلاثية المجردة الصحيحة والمعتلة مع الأمثلة في المعجم الحاسوبي.
إحصاءات الأفعال العربية الثلاثية والرباعية المجردة والمزيدة موزعة على الأبواب التصريفية وعلى أنواع الزيادة وصيغها وأمثلتها في المعجم الحاسوبي.
النتائج الإحصائية للأفعال الثلاثية والرباعية المجردة والمزيدة موزعة على الأبواب التصريفية، وعلى صيغ الزيادة، وعلى اللزوم والتعدية والمشترك فيهما.